# Pia Kjærsgaard
Pia Kjærsgaard (danès: Pia Merete Kjærsgaard)  (Copenhaguen, 23 de febrer de 1947) és uan política danesa que va ser presidenta del Parlament danès del 2015 al 2019.
Va cofundar el Partit Popular Danès, i va dirigir-lo des de la seva creació el 1995 fins al 2012. Anteriorment, havia dirigit el Partit del Progrés des del 1985 fins a la fundació del Partit Popular el 1995. Es va convertir en una de les polítiques més conegudes de Dinamarca durant les dècades del 2000 i 2010, tant per la seva postura constant i contundent contra el multiculturalisme i la immigració, com pel seu suport parlamentari als governs de centredreta d'Anders Fogh Rasmussen i Lars Løkke Rasmussen del 2001 al 2011. El seu èxit va inspirar moviments antiimmigració i antiislàmics a tot Europa.
El 7 d'agost de 2012, Kjærsgaard va anunciar la seva dimissió com a líder del Partit Popular Danès. Va nomenar Kristian Thulesen Dahl com a successor. Thulesen Dahl va prendre possessió del càrrec el 12 de setembre de 2012, i va prometre mantenir el rumb traçat per Kjærsgaard.